# Флавије Арбогаст
Флавије Арбогаст (лат: Flavius Arbogastus, умро 394. године) био је римски војсковођа франачког порекла.
Арбогаст је постао врховни заповедник римске војске западног дела Римског царства негде између 385. и 388. године, након смрти другог франачког официра Баутона. Супротно обичајима, Арбогаста на високи војни положај није именовао млади цар Валентинијан II, већ је изабран од стране војске. Пред узурпатором Магнусом Максимом, који је већ држао остатак римског запада, Валентинијан је 387. морао да побегне свом источном савладару Теодосију I. Арбогаст је као један од Теодосијевих заповедника ратовао у Галији 388. где је поразио и погубио Максимовог сина и савладара Флавија Виктора.
Након Максимовог пораза Валентинијан је упућен у царску резиденцију Вјен у Галији одакле је требало да влада уз Арбогастову помоћ и заштиту пошто се 391. Теодосије вратио на исток. Међутим, Валентинијан, који је 388. имао већ 17 година, остао је у сенци свог врховног заповедника војске. Арбогаст јер све важне положаје препустио својим послушницима и млади цар је живео у кућном притвору. Најзад, Арбогастова надмоћ је била толико очигледна да је чак својом руком убио једног од Валентинијанових саветника, извесног Хармонија, који је спас потражио у царевим скутима. После овог инцидента, Валентинијан је планирао да поново побегне у Константинопољ Теодосију. Изговор за напуштање Вјена био је поход против варвара у горњем Подунављу. Арбогаст је забранио цару да напушта Вјен и, када је Валентинијан покушао да га отпусти, Франак је поцепао царски налог и изјавио да не дугује свој положај цару тако да га овај ни не може отпустити. На крају, Валентинијан је покушао да убије Арбогаста мачем који је отео једном од гардиста и, како није успео, 15. маја 392. је извршио самоубиство обесивши се у царској палати у Вјену.
Арбогаст је сада управљао западним делом царства у име Теодосија и чак је ковао новац са ликом Теодосијевог сина Аркадија који је проглашен за очевог савладара. Међутим, утицај моћног војсковође постао је предмет подозрења цара Теодосија који је сменио Арбогастовог пријатеља Никомаха Флавијана са места градског префекта Рима. Други разлог за раздор могла је бити и верска политика пошто је Арбогаст био паганин, као и његов пријатељ Флавијан, док је Теодосије био хришћанин вољан да спроводи антипаганске законе. Арбогаст је на изазов одговорио тако што је 22. августа 392. извесног учитеља реторике Флавија Евгенија прогласио за цара, формално као западног савладара Теодосија и Аркадија. Теодосије је 8. новембра 392. законски забранио све паганске култове и почетком 393. је прогласио свог млађег сина Хонорија за августа. Било је то равно објави рата пошто је постало јасно да Теодосије жели да свог сина постави за цара западног дела Римског царства. Арбогаст је на брзину склопио мир са Францима, против којих је ратовао на Рајни, и затим је међу њима регрутовао најамнике.
У пролеће 394. Теодосије је повео своју источноримску војску поново на запад, овога пута против Евгенија. Арбогаст је цару поставио заседу у једној од долина које су из Јулијских Алпа водиле у Италију у близини реке Фригид (данас Випавска долина у Словенији). Заседа је пропала због велике олује која се подигла и током дводневне битке на Фригиду (5. и 6. септембар 394. године) Теодосије однео потпуну победу. У хришћанској традицији победа хришћанског цара представљала је одсудну победу у сукобу са паганством. Док је Евгеније заробљен и убијен, Арбогаст је побегао у планине и после два дана извршио самоубиство.